# Władysław Niemiec
Władysław Niemiec (ur. 26 grudnia 1910 w Charzewicach, zm. 13 maja 1971 w Charzewicach) – polski lekkoatleta, wielokrotny mistrz Polski.
Był wszechstronnym lekkoatletą, ale największe sukcesy odnosił w biegach płotkarskich i skoku wzwyż. Był mistrzem Polski w biegu na 110 m przez płotki w 1932, 1933 i 1936, w skoku wzwyż w 1933 i w biegu na 400 m przez płotki w 1939, wicemistrzem w skoku wzwyż w 1932 i 1939 oraz w sztafecie 4 × 400 m w 1937, a brązowym medalistą w dziesięcioboju w 1932, na 400 m przez płotki w 1936 i 1937, w skoku wzwyż w 1937 i na 110 m przez płotki 1939.
Zdobył również wiele medali halowych mistrzostw Polski: złote w biegu na 50 m przez płotki i w sztafecie 6 × 50 m w 1936, srebrne w biegu na 50 m przez płotki w 1933 i w 1939, w skoku wzwyż w 1933 i 1936, w skoku w dal w 1933 i 1936 oraz brązowe medale w skoku wzwyż w 1935 i 1937 i w skoku wzwyż w 1935 i 1939.
Dwukrotnie ustanawiał rekordy Polski: w biegu na 110 m przez płotki 15,3 s 21 sierpnia 1937 w Warszawie oraz w biegu na 200 m przez płotki 26,5 s 22 lipca 1935 we Lwowie.
W latach 1932–1937 wystąpił w dwunastu meczach reprezentacji Polski (18 startów), odnosząc 1 zwycięstwo indywidualne.
Rekordy życiowe:
- bieg na 110 m przez płotki – 15,2 s (15 września 1935, Lwów)
- bieg na 200 m przez płotki – 26,5 s (22 lipca 1935, Lwów)
- bieg na 400 m przez płotki – 57,1 s (29 czerwca 1936, Jarosław)
- skok wzwyż – 1,865 m (22 sierpnia 1937, Kraków)
- skok w dal – 6,85 m (20 czerwca 1937, Lwów)
- dziesięciobój lekkoatletyczny – 6182,015 pkt (12 czerwca 1932, Królewska Huta)

Był zawodnikiem Pogoni Lwów (1931-1939).